# Bandini Múzeum
A Bandini Múzeum (Museo Bandini) a toszkánai Fiesole városában Angelo Maria Bandini (1726-1803) kanonok, könyvtáros és műgyűjtő képzőművészeti gyűjteményére épül. Bandini kanonok 1795-ben megszerezte a környékbeli kis, 11. századi Sant'Ansano templomot és ott helyezte el a főleg 13-15. századi munkákból álló gyűjteményét, és egyúttal azt végrendeletileg egyházmegyéjére hagyományozta. A fiesolei egyházmegye folytatta a gyűjtemény fejlesztését a Sant'Ansano templomban, majd 1913-ra Giuseppe Castellucci építész emelt egy múzeumi épületet a katedrális épületéhez csatlakozva, a fiesolei rommező közelében, a műtárgyak méltó elhelyezése és a nagyközönségnek történő bemutatása érdekében.
A múzeumot a 2010-es években teljesen felújították, anyagát korszerű elvek szerint rendezték és modern tájékoztató anyagokkal egészítették ki.

## Festmények

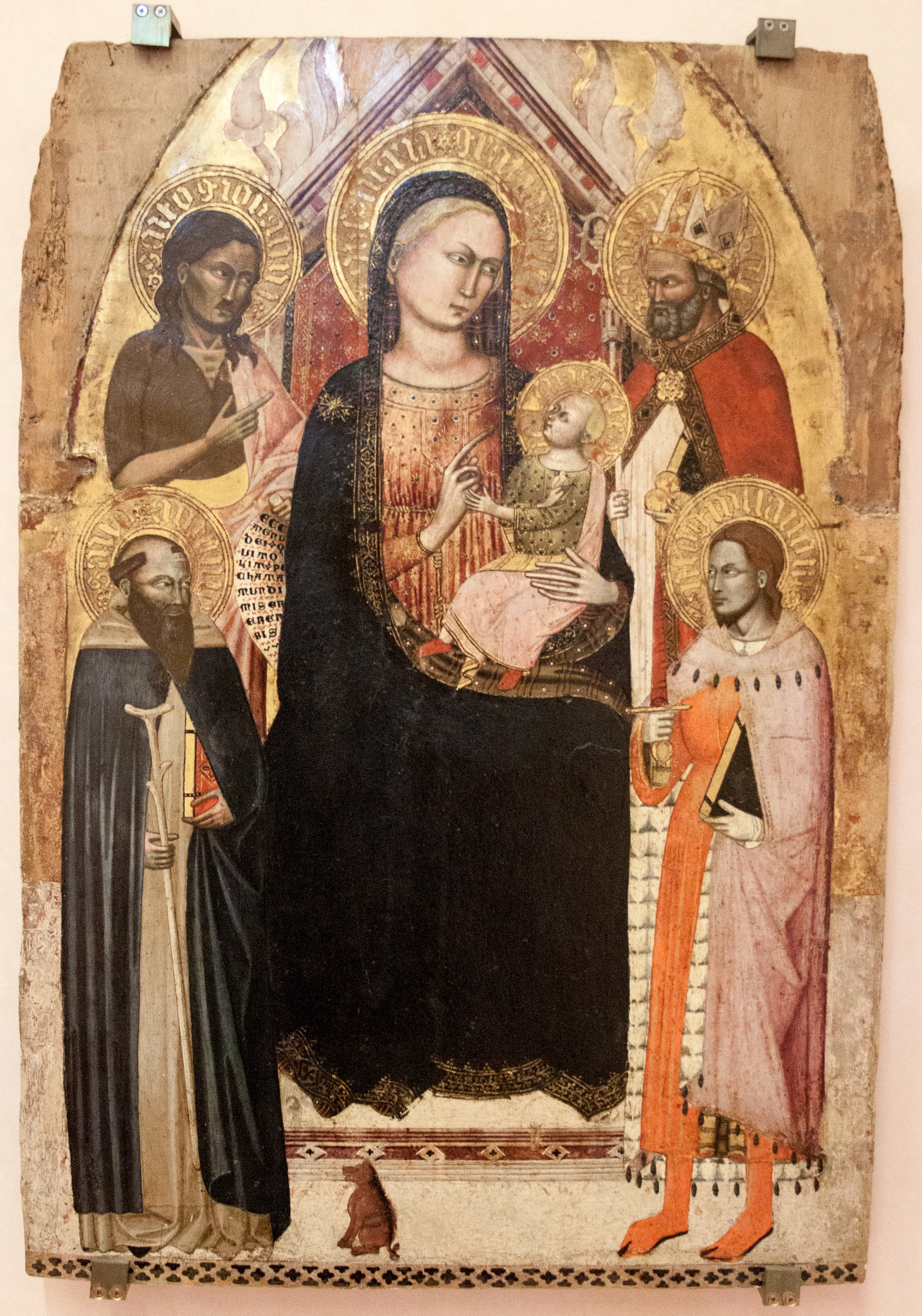
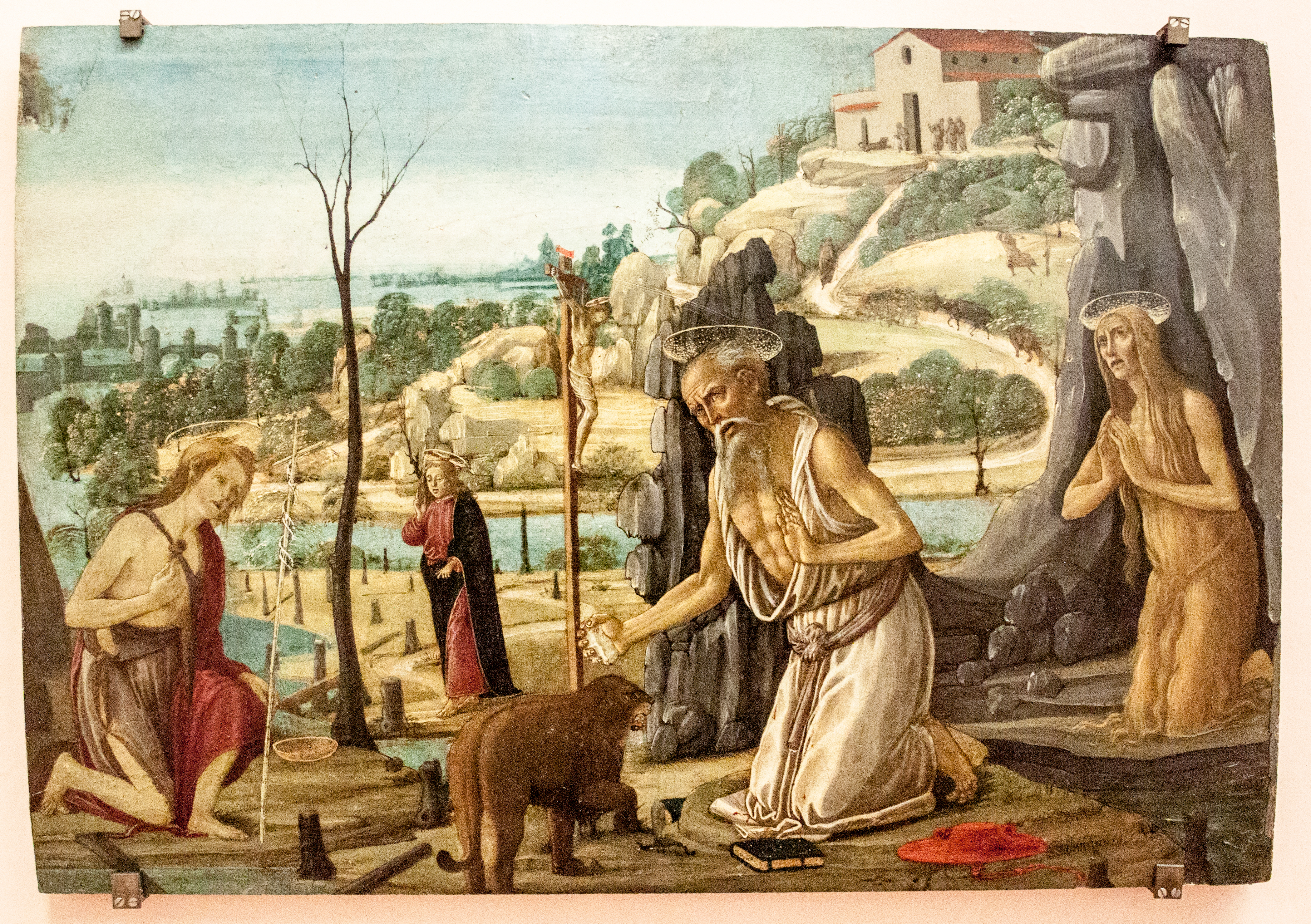
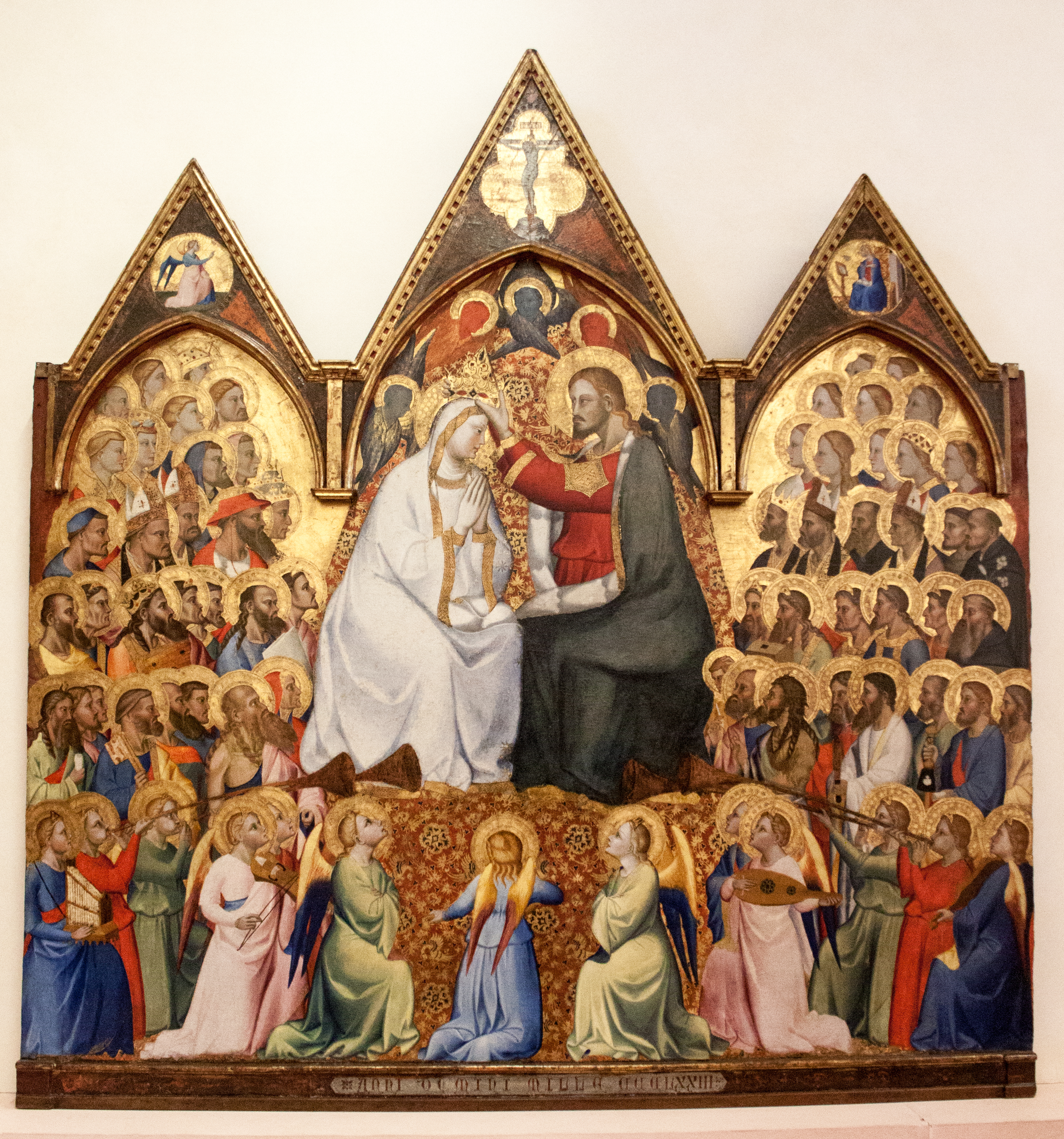
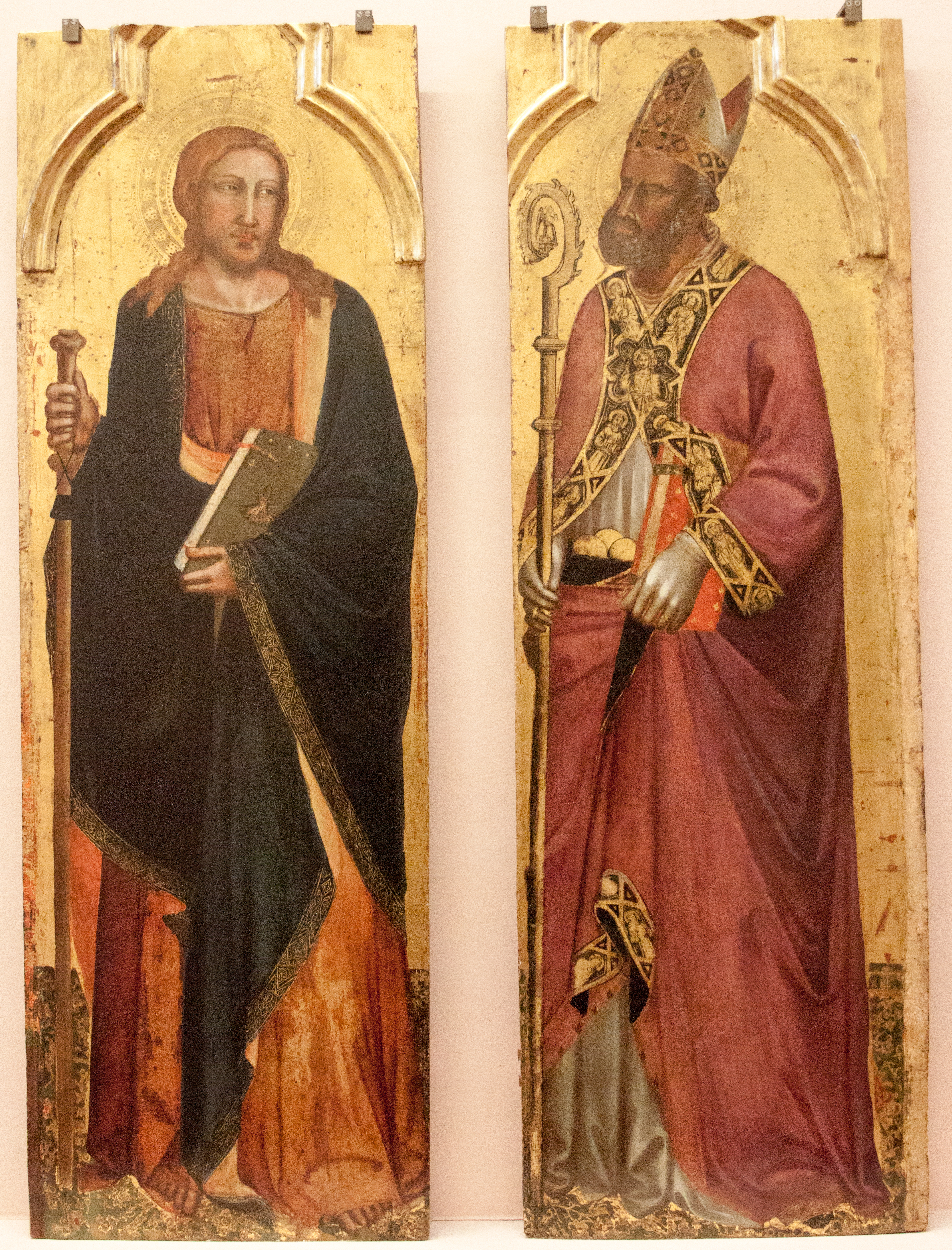

## Szobrok, kerámiák

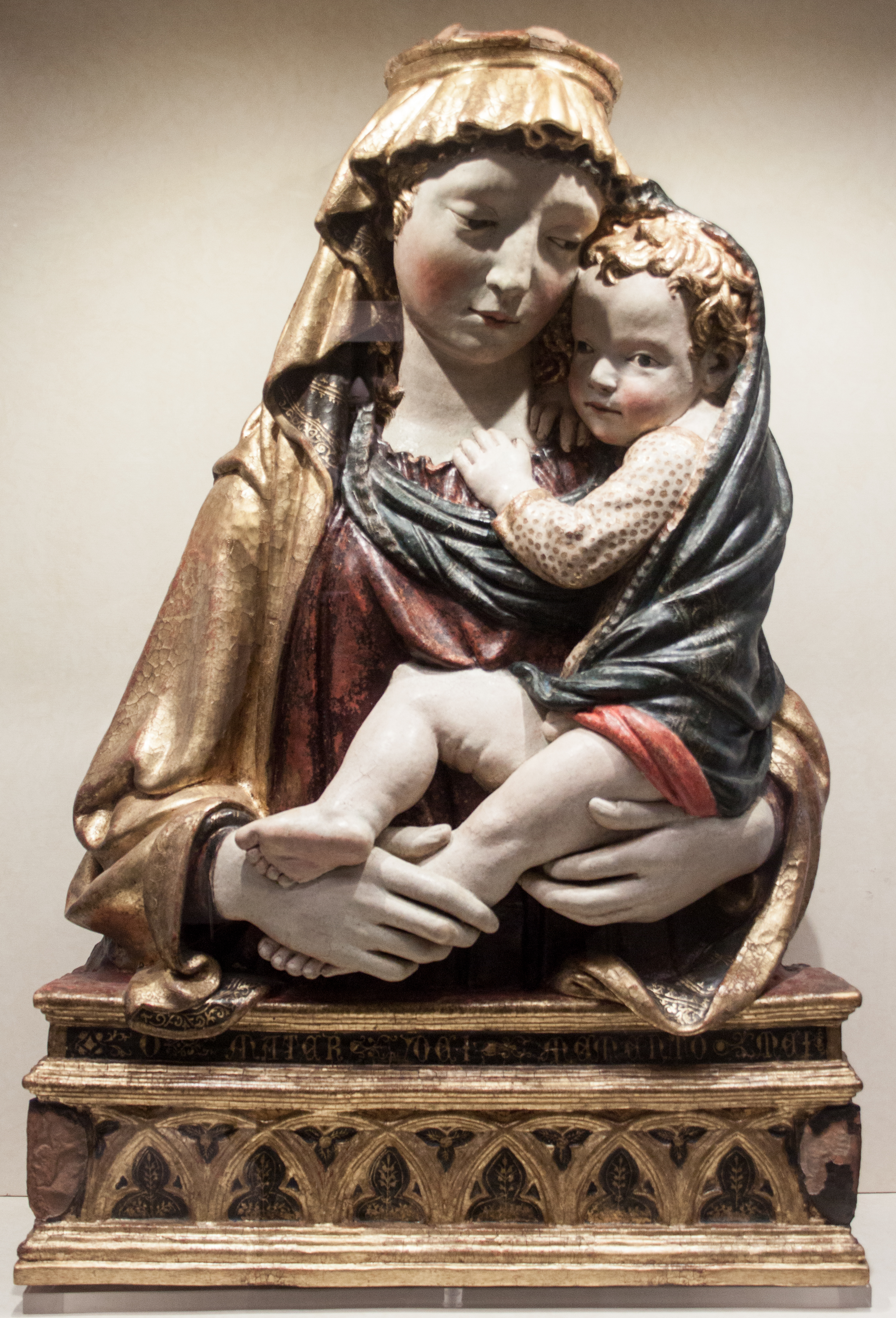
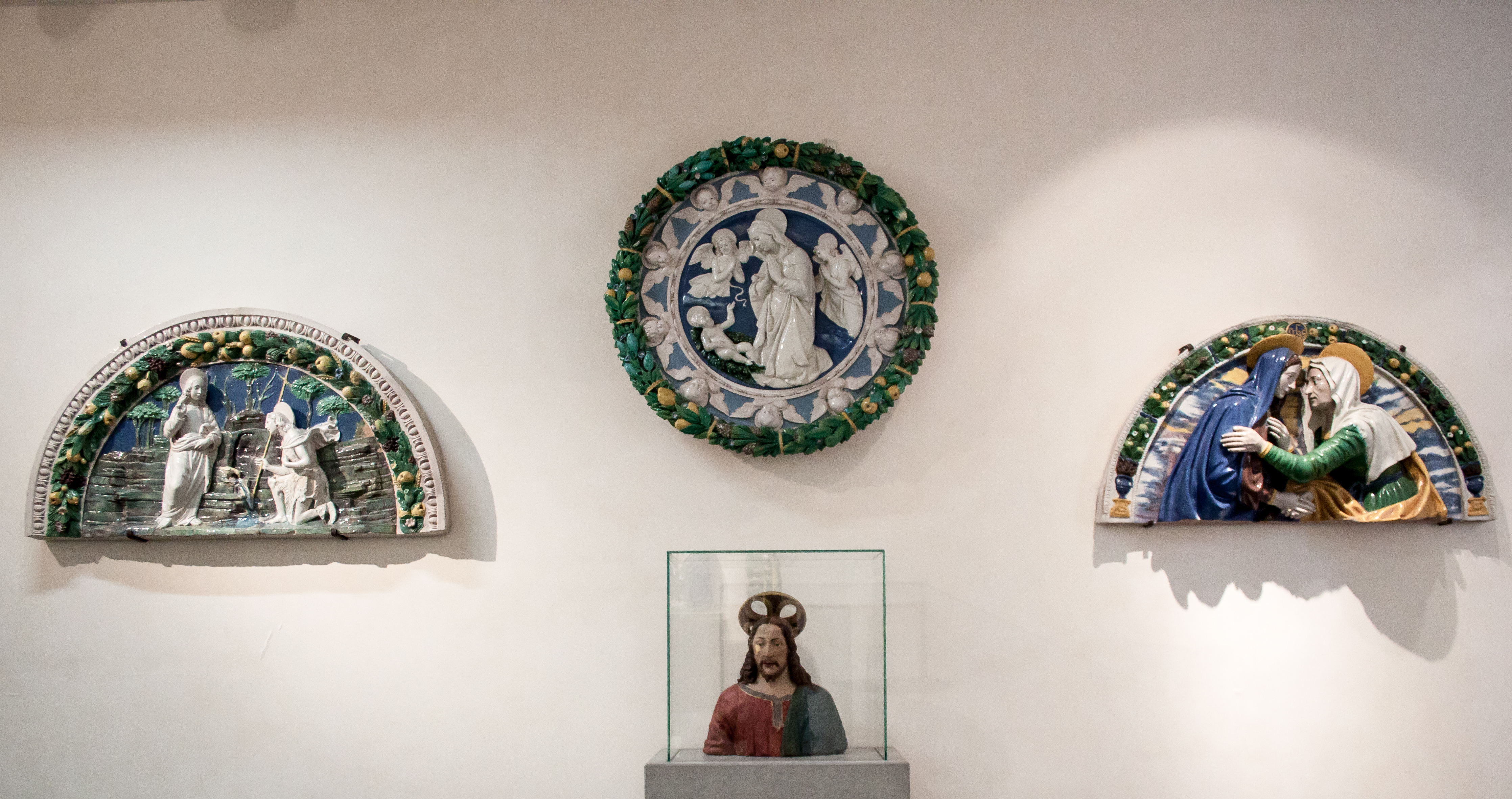
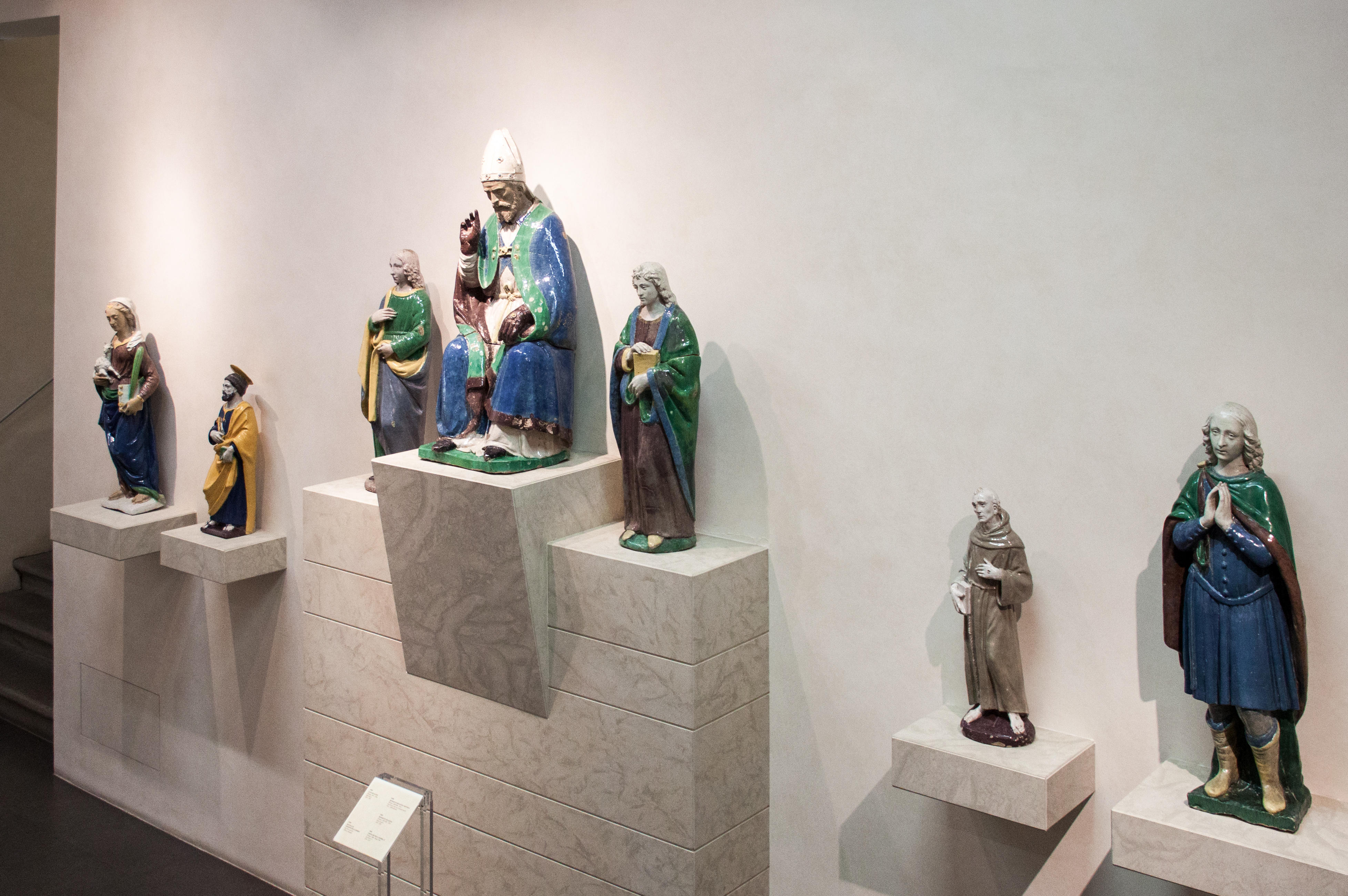
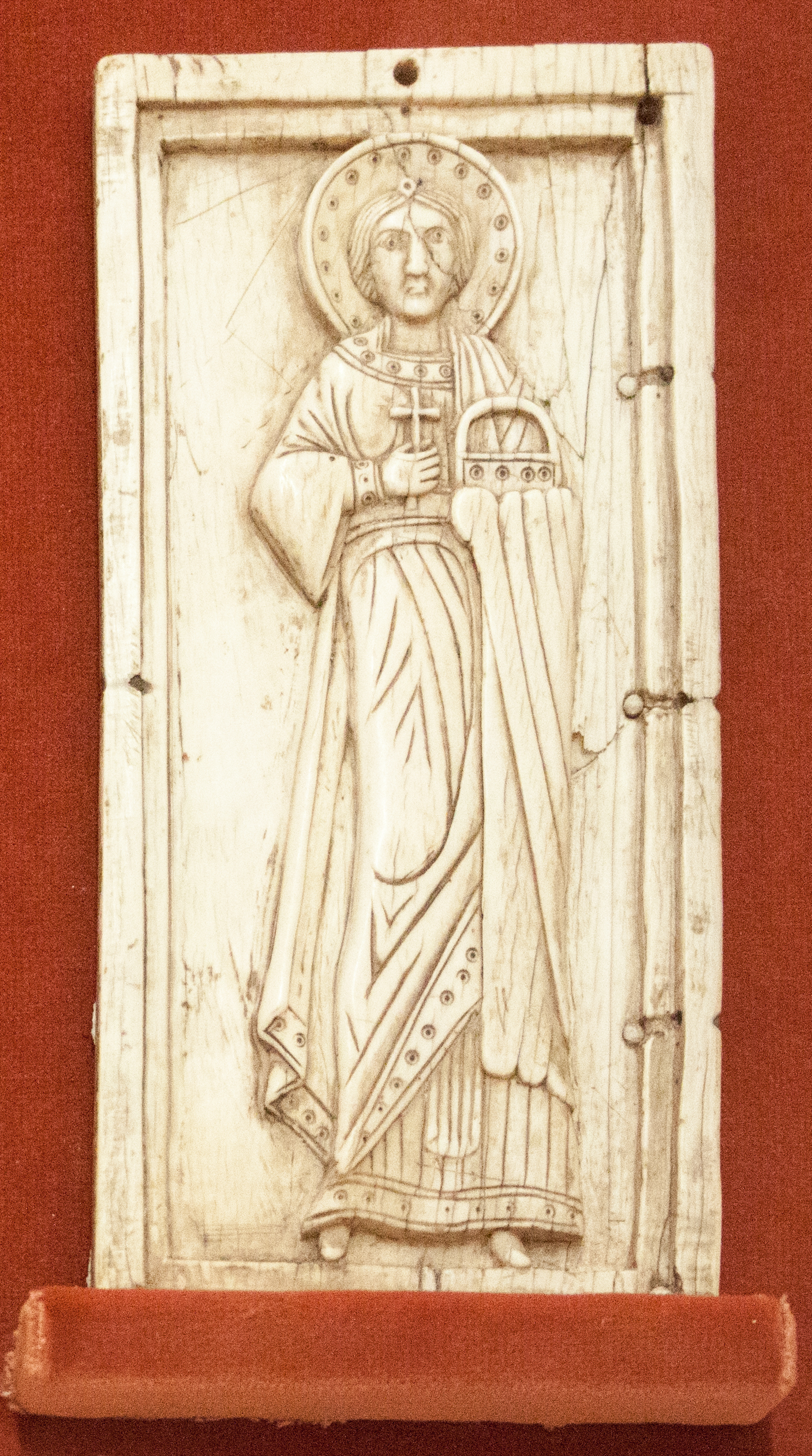